# Dângău Mare, Cluj
Dângău Mare (în maghiară Bánffydongó) este un sat în comuna Căpușu Mare din județul Cluj, Transilvania, România.

## Lăcașuri de cult
- Biserică românească din lemn din 1740.

## Imagini

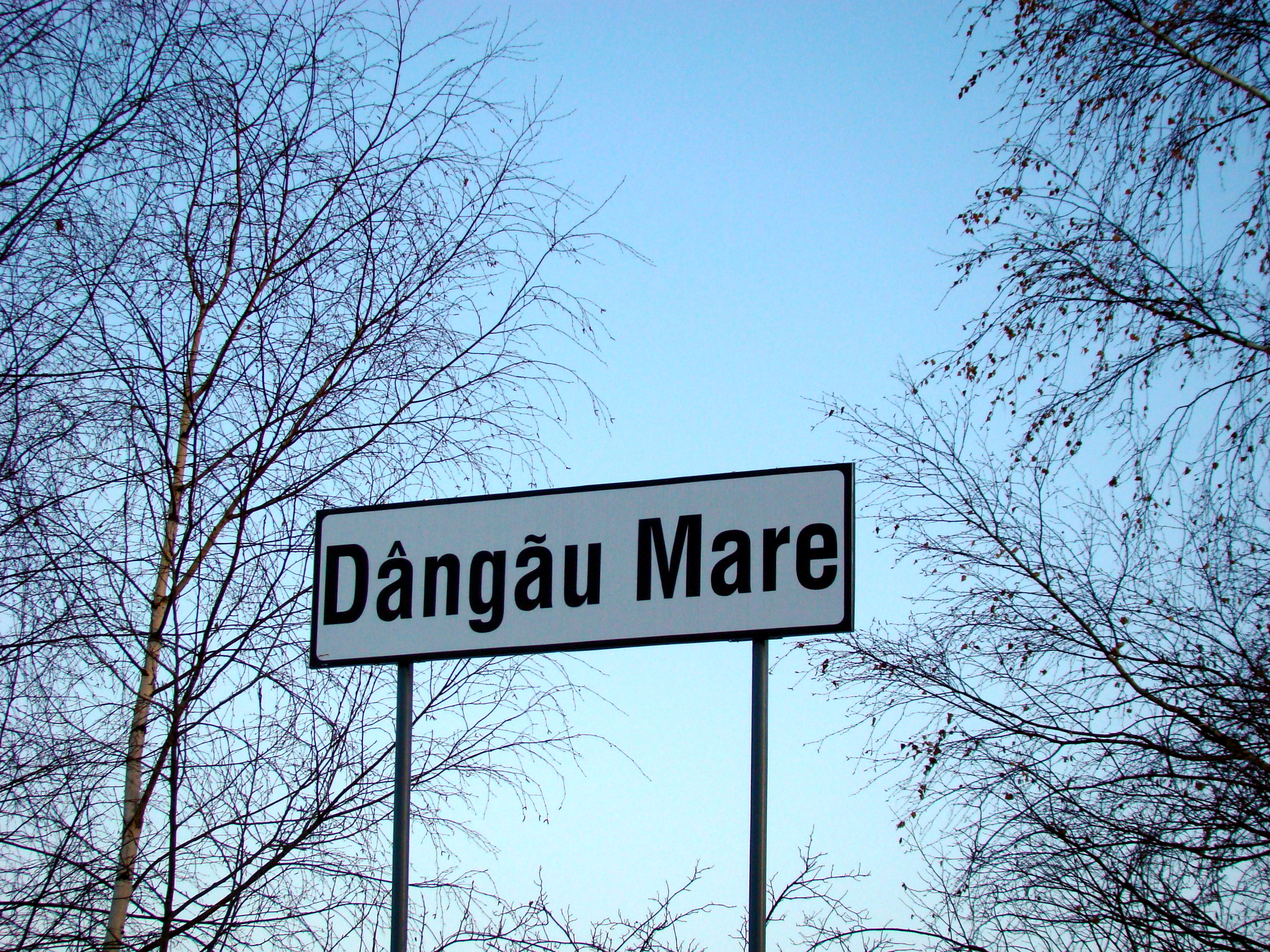
Intrarea în localitate
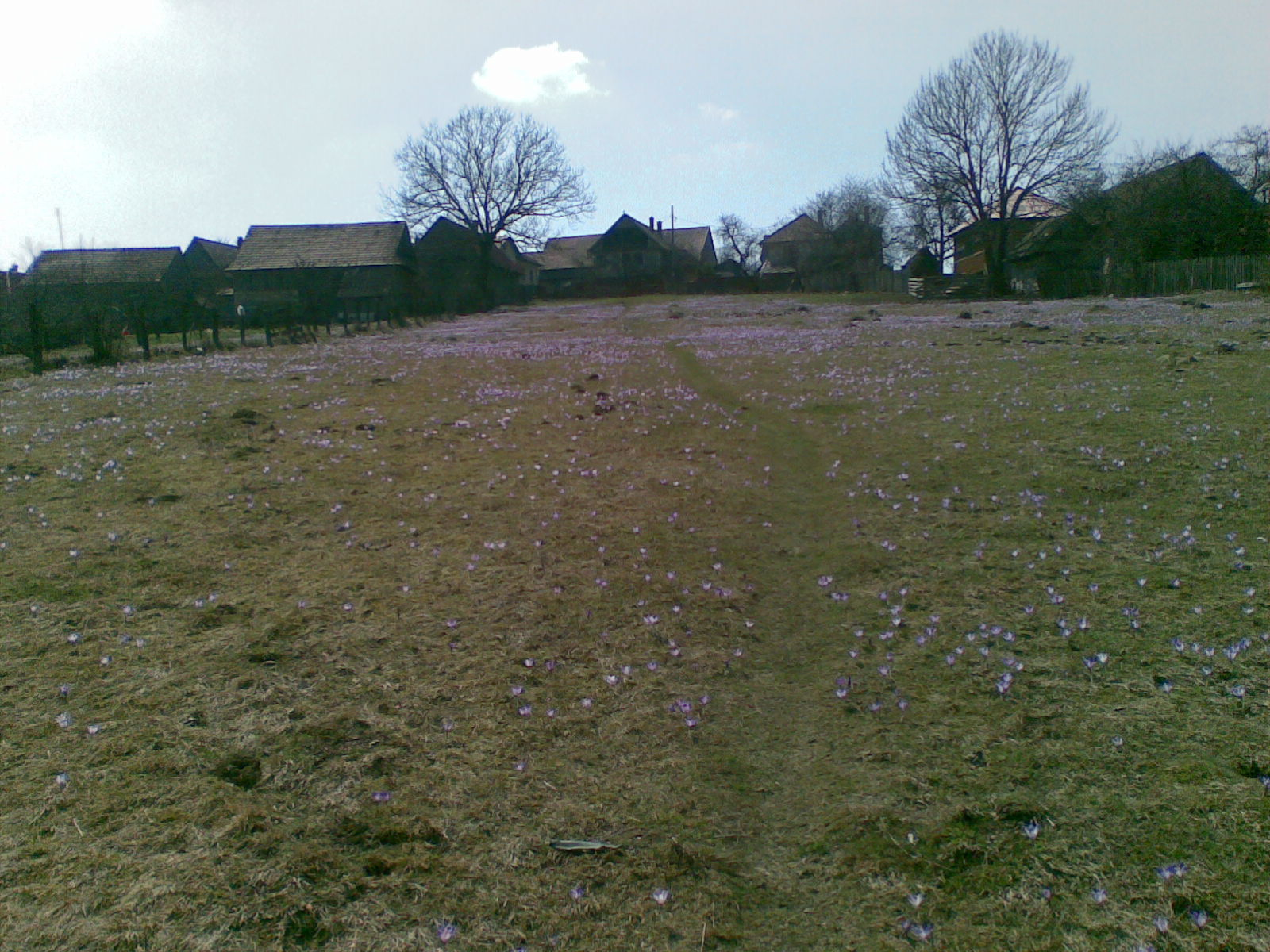
Dângău Mare (câmp cu brândușe)
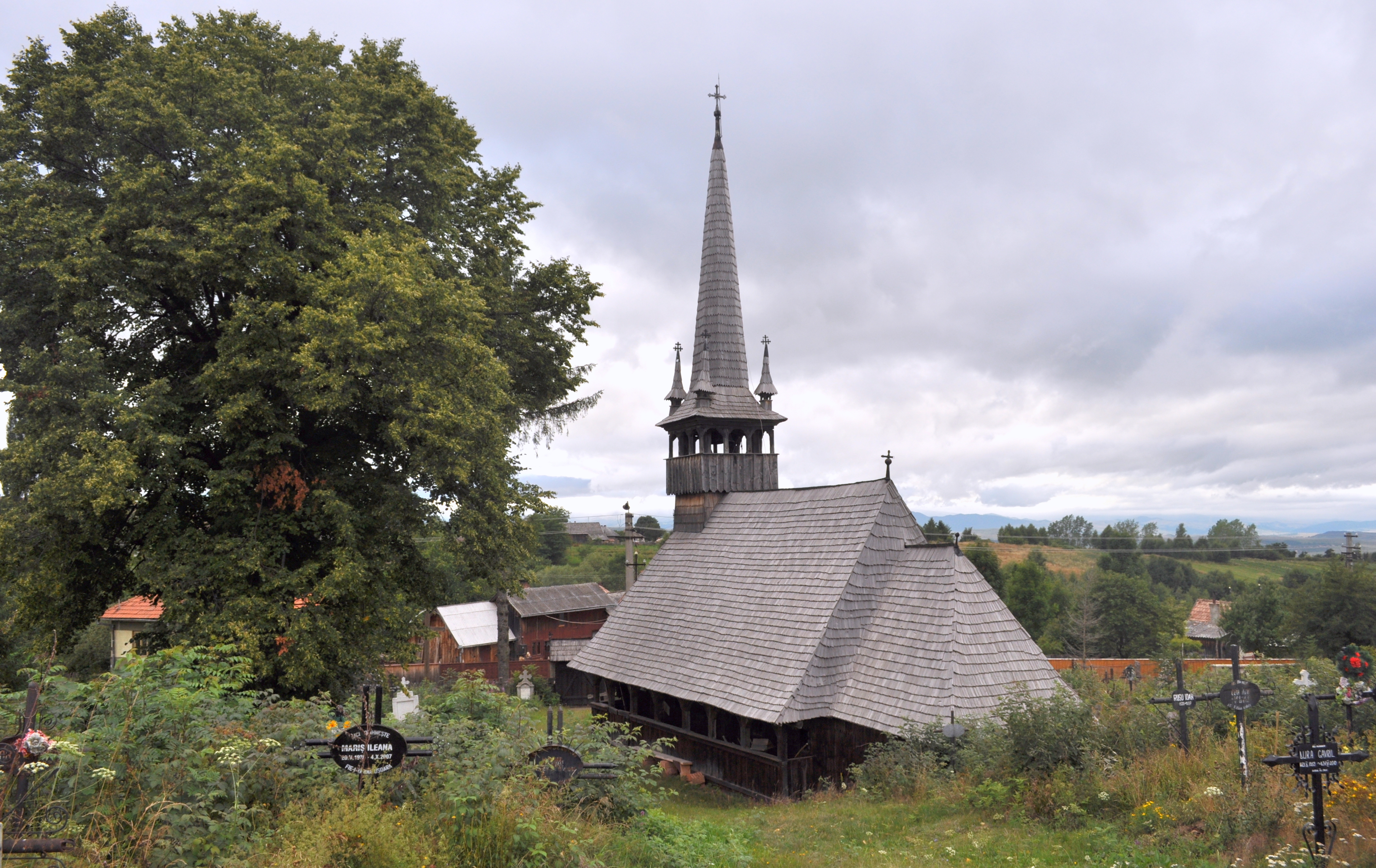
Biserica de lemn
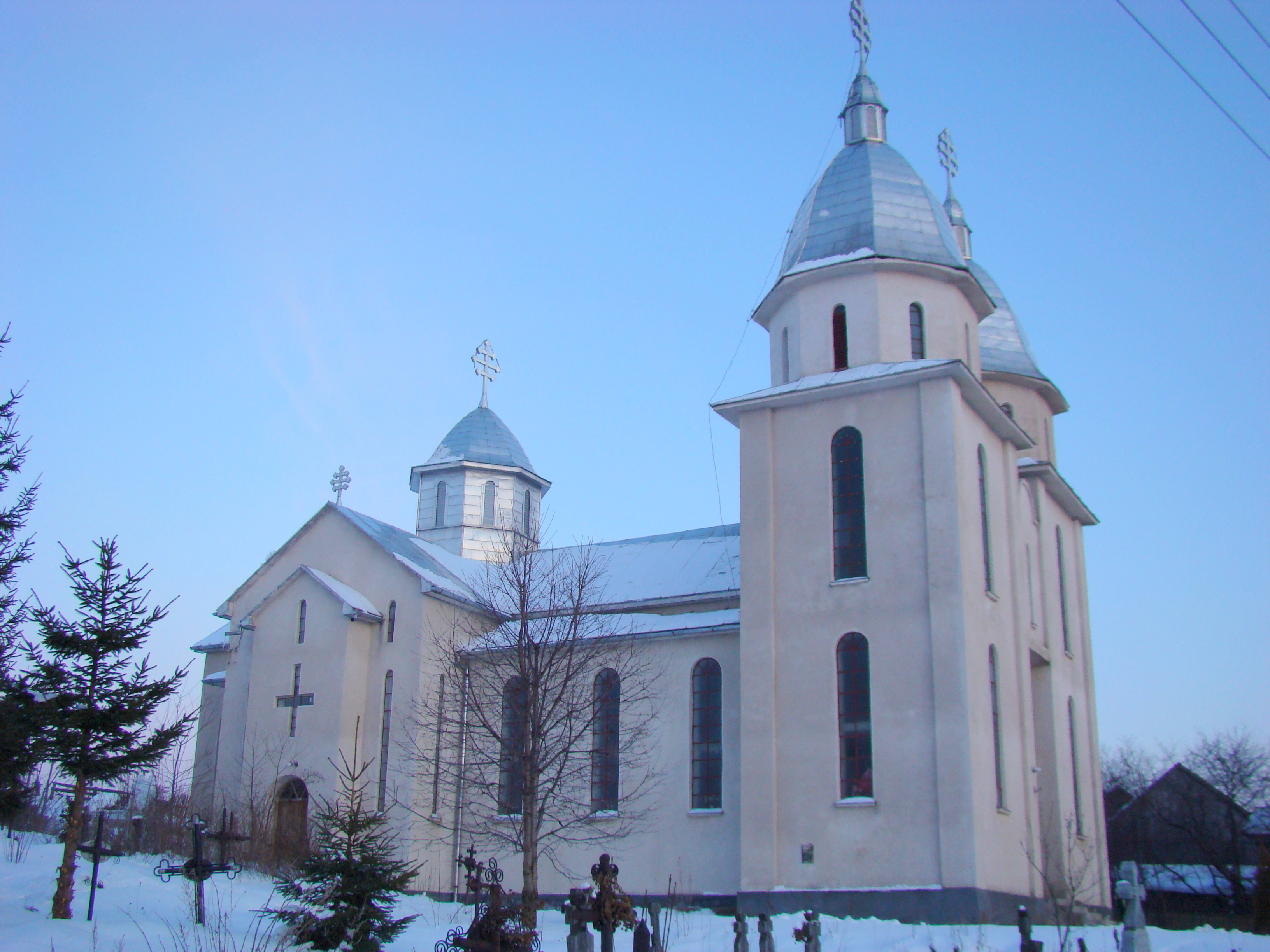
Biserica ortodoxă
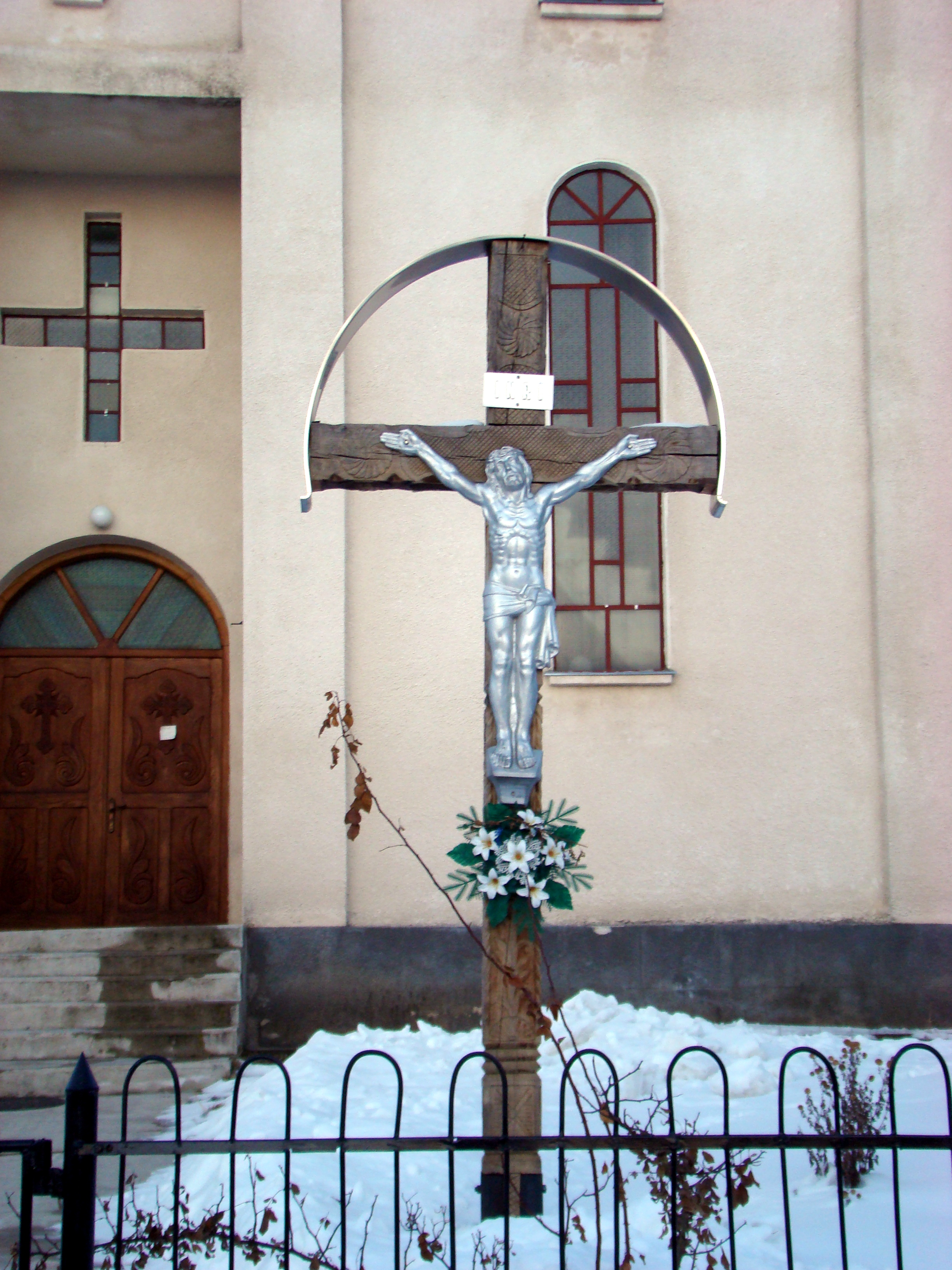
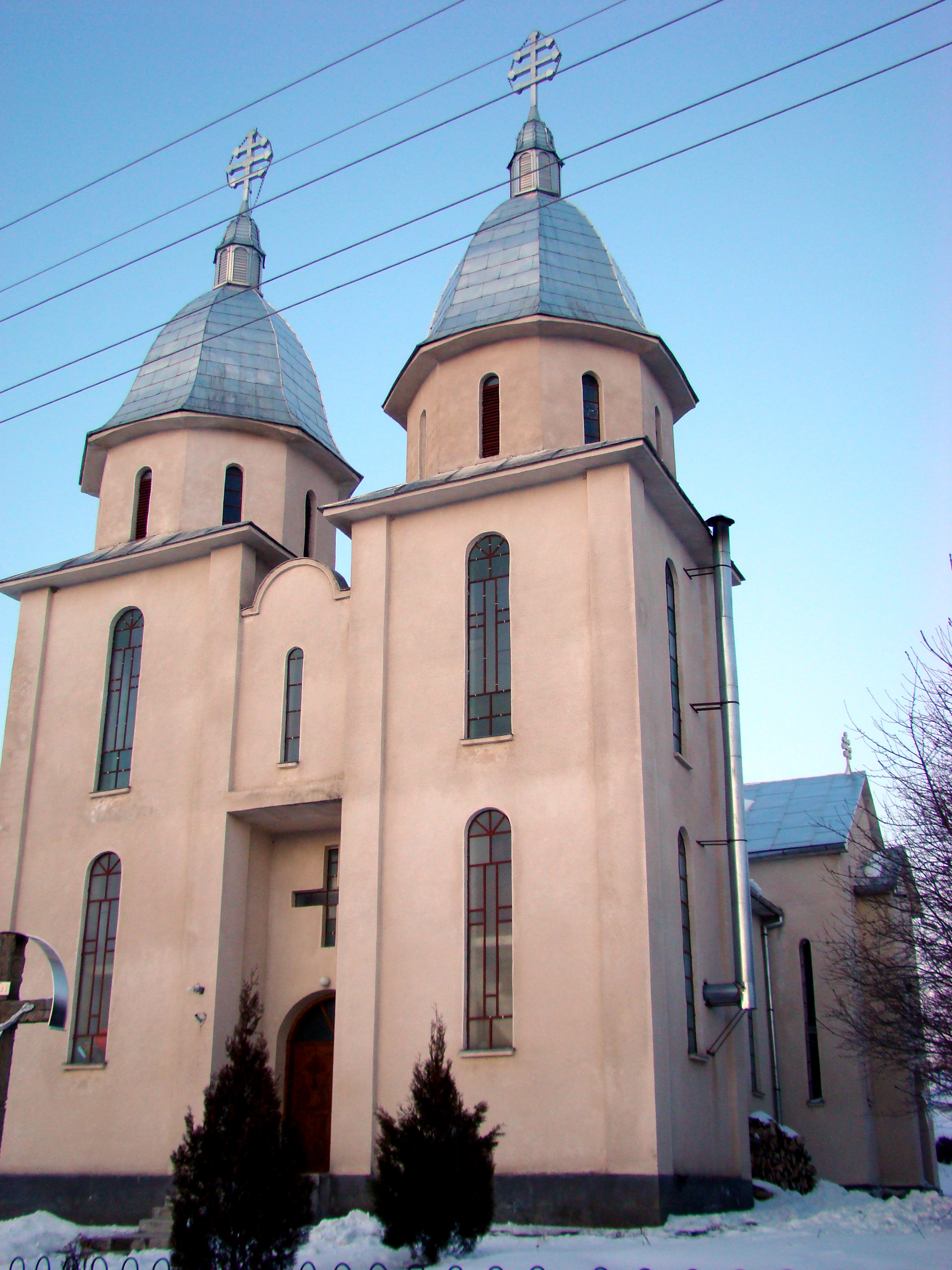
Biserica ortodoxă